# شهرستان ور (جورجیا)
شهرستان ور، جورجیا (به انگلیسی: Ware County, Georgia) یک سکونتگاه مسکونی در ایالات متحده آمریکا است که در جورجیا واقع شده‌است.